# Smolary (Gołańcz)
Smolary – część miasta Gołańcz. Dawniej samodzielna wieś, od 1949 w granicach Gołańczy. Rozpościerają się w rejonie obecnej ul. Smolary, tuż na północ od centrum miasta.

## Historia
Dawniej samodzielna miejscowość. W okresie międzywojennym Smolary należały do gminy Gołańcz w powiecie wągrowieckim w woj. poznańskim. 27 września 1933 utworzono gromadę Smolary w granicach gminy Gołańcz.
Podczas II wojny światowej włączone do III Rzeszy. Po wojnie Smolary powróciły do powiatu wągrowieckigo w woj. poznańskiem jako jedna z 21 gromad gminy Gołańcz. 
1 stycznia 1949 Smolary włączono do Gołańczy.